# Stazione di Gropello Cairoli
La stazione di Gropello Cairoli è una fermata ferroviaria posta lungo la linea Vercelli-Pavia, a servizio dell'omonimo comune.

## Storia

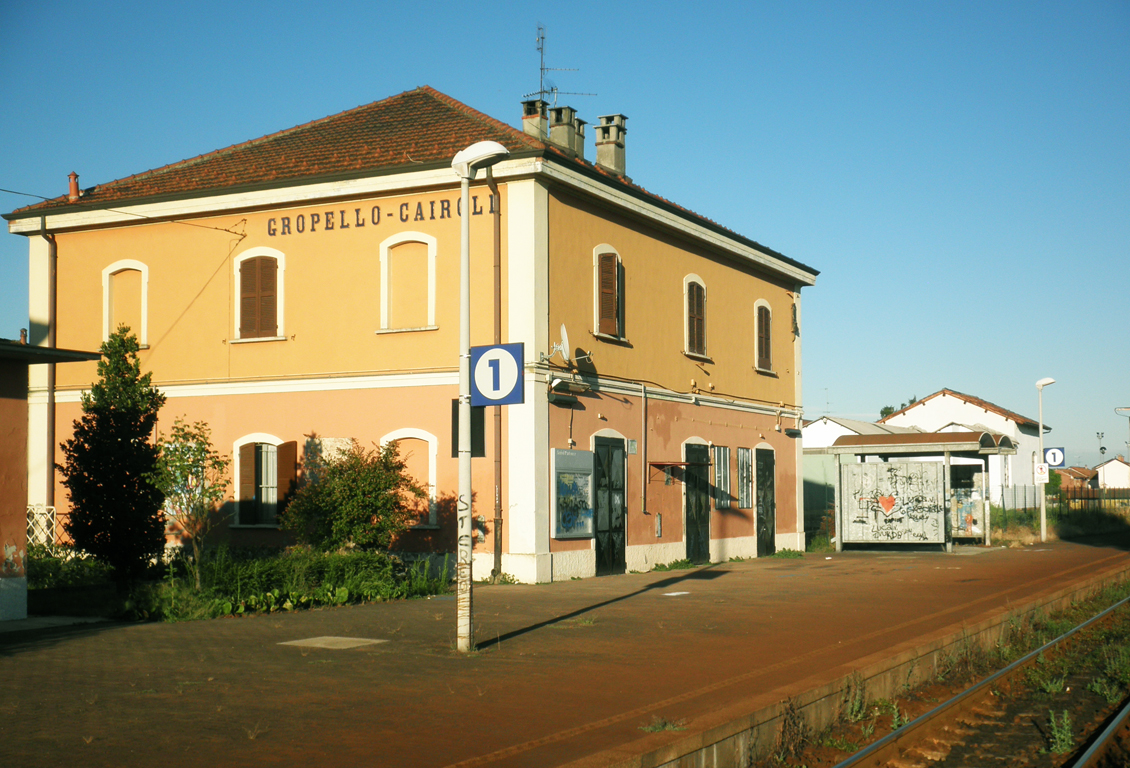
Il piazzale binari

La stazione fu attivata l'11 settembre 1882, all'apertura della tratta Garlasco-Cava della linea Vercelli-Pavia.

In anni recenti è stata trasformata in fermata.

## Strutture ed impianti
La fermata possiede un fabbricato viaggiatori a due piani, risalente all'epoca dell'apertura della linea, e conta un unico binario, servito da un marciapiede.

In passato erano presenti un binario di raddoppio e un piccolo scalo merci, con un piccolo magazzino merci tuttora esistente.

## Movimento
La fermata è servita dai treni regionali della linea R36, eserciti da Trenord, che collegano Vercelli a Pavia a cadenza oraria, con sospensione del servizio tra le 9.30 e le 12.30 circa.